# Chicoreus pisori
Chicoreus pisori is een slakkensoort uit de familie van de Muricidae. De wetenschappelijke naam van de soort is voor het eerst geldig gepubliceerd in 2007 door Houart.